# Swecare
Swecare är en halvstatlig icke-vinstdrivande stiftelse och medlemsorganisation för svenska sjukvårdsföretag som instiftades år 1978. Stiftelsen syftar till att främja export av svensk hälso- och sjukvård och svensk medicinsk teknik.
Swecare arbetar genom att arrangera aktiviteter både i Sverige och andra länder för att marknadsföra svensk sjukvård och svenska företag inom branschen. Syftet är att komma närmare affärerna och öka svensk export. Swecares verksamhet baseras på ett antal fokusområden sammansatta utifrån relevanta utmaningar på sjukvårdsområdet och sina medlemmars intresse.
Idag, 2017, har Swecare runt 550 företag och organisationer i nätverket. Swecares medlemmar representerar hela hälso- och sjukvårdskedjan – från nystartade företag till universitet, landsting och multinationella koncerner. Medlemsorganisationerna arbetar med allt från bioteknik och läkemedel till medicinteknik och tjänster.
Swecare delar sedan 2006 årligen ut priset Swecare Export Award. 2016 vann Envac priset, och tidigare vinnare är bland annat Sectra, HemoCue, Cavidi, Medicover, Abigo Medical och Carmel Pharma & Bactiguard.